# Kupellonura mediterranea
Kupellonura mediterranea là một loài chân đều trong họ Hyssuridae. Loài này được Barnard miêu tả khoa học năm 1925.